# Boicot a Rusia y Bielorrusia

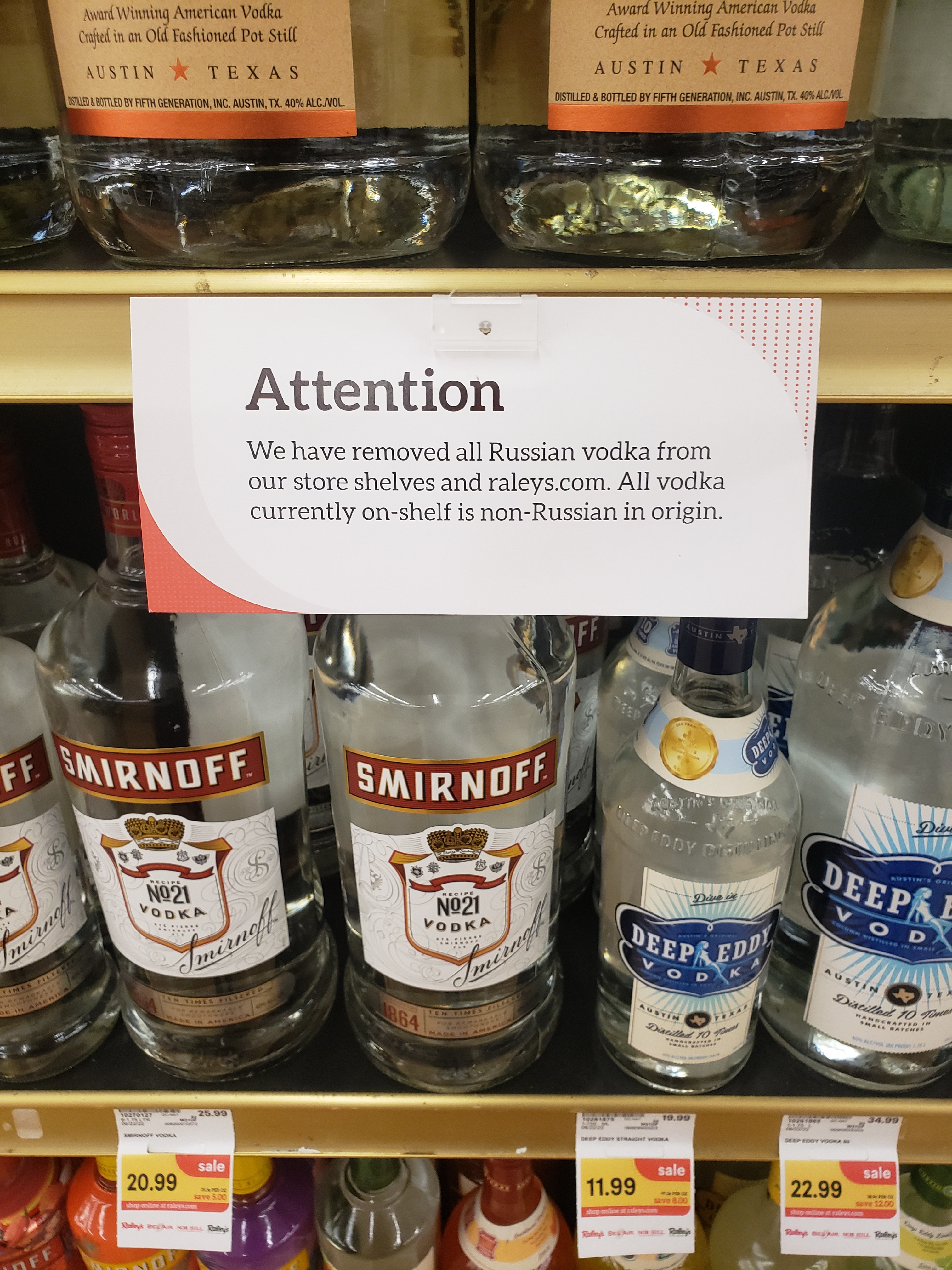
Los minoristas de todo el mundo eliminaron productos fabricados en Rusia de sus inventarios debido a la invasión, ya sea voluntariamente o como resultado de las sanciones.

El boicot a los bienes, servicios y asociaciones de Rusia y Bielorrusia se organizó como respuesta a la invasión rusa de Ucrania iniciada en febrero de 2022. A 2 de julio de 2022, la Escuela de Administración de Yale registró más de 1.000 empresas que se retiraron o se desinvirtieron de Rusia, ya sea como resultado de las sanciones o en protesta por las acciones rusas. La Agencia Nacional de Prevención de la Corrupción de Ucrania mantiene una lista llamada Patrocinadores Internacionales de la Guerra que incluye empresas e individuos que todavía hacen negocios con Rusia. 

## Banca y finanzas
- El Banco Mundial anunció que detuvo todas las actividades en Rusia y Bielorrusia a partir del 2 de marzo. Declaró que no había aprobado nuevos préstamos o inversiones a Rusia desde 2014 y a Bielorrusia desde mediados de 2020.
- Las compañías de tarjetas de crédito Mastercard y Visa bloquearon todas las transacciones vinculadas a instituciones rusas el 1 de marzo. Rusia representa alrededor del 4 % de los ingresos netos de Mastercard y Visa para 2021.
- La compañía de pagos en línea PayPal dejó de aceptar nuevos usuarios en Rusia y bloqueó las transacciones de algunos usuarios y bancos en Rusia a partir del 2 de marzo.
- La gobernadora de Nueva York, Kathy Hochul, firmó una orden ejecutiva el 27 de febrero, ordenando a todas las agencias y autoridades del estado de Nueva York que revisen y desinviertan fondos públicos de Rusia. El 2 de marzo, el Departamento de Servicios Financieros del estado aceleró la adquisición de la tecnología de análisis blockchain, lo que le permitió detectar la exposición de las empresas de moneda virtual a las personas sancionadas.
- El 28 de febrero, el Future Fund de Australia anunció que se desharía de todos los activos rusos, por un valor de A$ 200 millones, mientras que el gobierno de Nueva Gales del Sur descargaría A$ 75 millones de activos rusos de su NSW Generations Fund.
- El Gobierno australiano pidió a las empresas de jubilación que abandonaran todos sus activos rusos.  Aware Super volcó 50 millones de dólares australianos en activos rusos el 1 de marzo mientras que Australian Retirement Trust arrojó 133 millones de dólares australianos en activos rusos el 3 de marzo.
- El Fondo de Pensiones del Gobierno de Noruega anunció que venderá sus activos rusos de 47 compañías, incluidas Sberbank, Gazprom y Lukoil, por un valor de 25 000 millones de coronas en 2021. Sin embargo, anunció que su valor probablemente valga solo 2500 millones de coronas y que fueron «prácticamente canceladas».
- Las compañías de inversión Legal & General, Abrdn y National Employment Savings Trust vendieron todas sus acciones y bonos rusos.
- La compañía de comercio de materias primas Trafigura congeló todas las inversiones rusas, incluida su participación en el proyecto vostok Oil liderado por Rosneft el 2 de marzo.
- Citigroup anunció que quería vender su exposición de 10 000 millones de dólares a préstamos rusos, deuda pública y otros activos el 28 de febrero.
- La Iglesia de Inglaterra anunció el 25 de febrero que venderá £ 20 millones en tenencias rusas y prohibió cualquier inversión adicional en Rusia, calificándola de «inundación inmoral de dinero corrupto».
- El Croatian Post Bank (HPB) compró la filial croata de Sberbank por 71 millones de kunas y la renombró a Nova Hrvatska Banka («Nuevo Banco Croata») el 2 de marzo.

## Entretenimiento
- The Walt Disney Company anunció que detendría los estrenos en cines en Rusia.[2]
- Netflix anunció que no agregaría veinte canales de propaganda rusos a su servicio, a pesar del requisito de alojarlos según la ley rusa.[3]
- Warner Bros anunció que todos los futuros estrenos cinematográficos se cancelarían en Rusia. Esto incluyó el estreno de la inminente película The Batman de Matt Reeves.
- La Unión Europea de Radiodifusión excluyó a Rusia de participar en el Festival de la Canción de Eurovisión 2022, y los organizadores dijeron que su inclusión podría «desacreditar la competencia».[4][5]
- Sony Pictures Entertainment detuvo las operaciones comerciales en Rusia, lo que provocó la cancelación de futuros acuerdos de distribución de televisión y un lanzamiento planificado de entretenimiento en el hogar de Spider-Man: No Way Home. Dos semanas antes, el estudio había suspendido los estrenos en cines del país, comenzando con Morbius.[6]
- Crunchyroll también suspendió su servicio de transmisión de anime en Rusia.[7]

## Deporte
- La UEFA, el organismo rector europeo del fútbol, decidió trasladar la final de la Champions League de San Petersburgo a Saint-Denis, Francia, después de una reunión del comité ejecutivo del organismo.[8][9] Las selecciones nacionales de fútbol de Polonia, la República Checa y Suecia se negaron a jugar ningún partido con Rusia.[10]
- El 28 de febrero, la FIFA, junto con la UEFA, suspendió a los equipos rusos de jugar fútbol internacional.[11]
- La Fórmula 1 canceló el Gran Premio de Rusia del 2022 y rescindió el contrato que se extendía hasta 2025, y los campeones mundiales Sebastian Vettel y Max Verstappen calificaron de «incorrecto» correr en el país.[12][13][14]
- Motorsport UK, el organismo rector del automovilismo en el Reino Unido, prohibió a todo piloto con licencia bielorrusa o rusa competir en su país.[15]
- El Comité Olímpico Internacional instó a las federaciones deportivas internacionales a trasladar o cancelar cualquier evento deportivo planificado en Rusia o Bielorrusia.[16][17] Recomendó que los ciudadanos bielorrusos y rusos pudieran competir solo como atletas o equipos neutrales.[18] La Unión Ciclista Internacional, la Federación Internacional del Automóvil y la Federación Internacional de Gimnasia estuvieron entre los que actuaron en consecuencia.[19][20][21]
- La Federación Internacional de Judo suspendió el estatus del presidente Putin como «Presidente Honorario y Embajador de la Federación Internacional de Judo».[22]
- La National Hockey League anunció que suspendería todas las relaciones comerciales rusas, pausaría los sitios web en idioma ruso y no albergaría futuras competiciones en Rusia. La Federación Internacional de Hockey sobre Hielo suspendió a todos los equipos nacionales y de clubes de Rusia y Bielorrusia de sus competencias y retiró los derechos de hospedaje para el Campeonato Mundial Sub-20 de Hockey sobre Hielo de 2023 que se iba a celebrar en Rusia.[18] Jokerit, con sede en Finlandia, y Dinamo Riga, con sede en Letonia, anunciaron por separado que los dos equipos de hockey sobre hielo se retirarían de la Liga Continental de Hockey de primer nivel de Rusia.[23][24][25]

## Alimentos y bebidas
- En Lituania, Letonia y Estonia, la mayoría de los supermercados retiraron productos rusos y bielorrusos, como alimentos, bebidas, revistas y periódicos, siendo Coop, Rimi, Maxima y Barbora las cadenas de supermercados más notables que se unieron al boicot.[26][27][28]
- En Canadá, las juntas de control de bebidas alcohólicas de varias provincias, incluida la Liquor Control Board of Ontario,[29] la Société des alcools du Québec,[30] la Newfoundland and Labrador Liquor Corporation,[31] Manitoba Liquor & Lotteries Corporation[32] y Nova Scotia Liquor Corporation,[33] recibieron la orden de retirar los productos alcohólicos rusos de las tiendas minoristas.[34] En Canadá, el gobierno de Columbia Británica cesó la importación de licores rusos y la Liquor Control Board of Ontario anunció la eliminación de licores rusos de los 679 minoristas de licores dentro de su jurisdicción.[35]
- En los Estados Unidos, los políticos de California, Ohio, New Hampshire y Utah impusieron restricciones legales a la venta de licores rusos, y muchos bares, restaurantes y minoristas de licores eliminaron voluntariamente las marcas rusas de sus selecciones, y algunos apoyaron los licores ucranianos en otro espectáculo como muestra de solidaridad con Ucrania.[36][37]
- Tanto los monopolios de alcohol finlandeses como suecos, Alko y Systembolaget, detuvieron la venta de bebidas alcohólicas rusas. Además, los dos principales minoristas de Finlandia, S-Group y Kesko, retiraron productos rusos de sus estanterías.[38][39]
- Fonterra, uno de los productores de lácteos más grandes del mundo de Nueva Zelanda, suspendió los envíos de todos sus productos lácteos a Rusia.[40]
- McDonald's abandonó Rusia el 16 de mayo de 2022 y Bielorrusia el 20 de noviembre de 2022, vendiendo todos sus restaurantes de los países como la empresa local Vkusno & tochka.[41]

## Tecnología
- Apple dejó de vender productos en Rusia. Esto también incluye la suspensión de Apple Pay.[42]
- Oracle suspendió todas las operaciones en Rusia.
- SAP detuvo las ventas en Rusia.
- La compañía de telecomunicaciones Ericsson suspendió todas las entregas a Rusia.
- Snapchat dejó de publicar anuncios en Bielorrusia, Rusia y Ucrania y detiene las ventas de anuncios.
- Reddit prohibió los enlaces a los medios estatales rusos y rechazó cualquier anuncio de cualquier entidad, gobierno o privado con sede en Rusia.
- El registrador de dominios y proveedor de alojamiento Namecheap finalizó su servicio a todos los clientes rusos, requiriendo que los usuarios cambien de proveedor antes del 22 de marzo de 2022. Namecheap permitió excepciones para «todos los medios de comunicación contra el régimen, recursos de protesta y cualquier tipo de sitios web que estén ayudando a poner fin a esta guerra y régimen».
- El registrador de dominios GoDaddy dejó de admitir nuevos registros para la extensión .ru. Los registrantes tampoco pueden vender o transferir dominios existentes a ninguna parte con fines de lucro.
- Uber se distanció de la compañía rusa Yandex.Taxi al poner fin a su acuerdo de asociación y tres ejecutivos de Uber renuncian a su junta directiva. Uber acordó permitir que Yandex comprara su participación del 29% en la compañía.
- El motor de búsqueda DuckDuckGo detuvo su asociación con Yandex Search.
- Rakuten eliminó los anuncios rusos de su aplicación de mensajería Viber.
- Microsoft suspendió las nuevas ventas de sus productos y servicios en Rusia.
- La compañía de redes Cisco suspendió todas las entregas a Rusia y Bielorrusia.
- Samsung suspendió los envíos a Rusia y está donando 6 millones de dólares para ayudar a los refugiados y a otros esfuerzos de ayuda humanitaria. Samsung Pay también está suspendido en Rusia.
- Panasonic suspendió los envíos y puso fin a las operaciones en Rusia, al tiempo que donó ¥ 20 millones en ayuda a los refugiados ucranianos bajo la Cruz Roja Polaca.
- Facebook, Instagram y Twitter dejaron de mostrar cuentas de RT y Sputnik en los Estados miembros de la Unión Europea.
- Google suspendió su negocio publicitario en Rusia en respuesta al ultimátum del gobierno ruso para «detener la publicidad de propaganda antirrusa».
- Adobe suspendió sus operaciones en Rusia.
- Dell detuvo las ventas de todos sus productos a Rusia.
- Los fabricantes de semiconductores TSMC, GlobalFoundries, Intel y Advanced Micro Devices detuvieron las ventas a Rusia y a terceros que suministraban a Rusia. Las empresas rusas que diseñan sus propios chips como Baikal CPU, MCST, Yadro y STC Module son fabricados por TSMC, lo que cortó el acceso de Rusia a los semiconductores.
- El fabricante de equipos de audio Yamaha Corporation suspendió las exportaciones y detuvo las operaciones en Rusia.
- El fabricante de equipos JCB detuvo todas las operaciones, incluida la exportación de máquinas y piezas de repuesto.
- Nokia detuvo las entregas a Rusia.
- Web Summit prohíbe que todos los miembros del gobierno ruso, agencias, medios de comunicación controlados por el estado, empresas respaldadas por el estado y empresas con vínculos con el gobierno ruso participen en sus conferencias.

## Mercancías

### Automoción
Las siguientes compañías decidieron cancelar operaciones y ventas a Rusia:
- Los fabricantes de automóviles Ford, General Motors, Jaguar, Volvo y Renault suspendieron todas las ventas y operaciones en Rusia. Honda suspendió todas las exportaciones a Rusia y Toyota anunció que detuvo la producción en su planta de San Petersburgo y cesó todos los envíos a Rusia. Mazda suspendió los envíos de piezas a Rusia mientras Mitsubishi Motors evaluaba el riesgo de operar en Rusia. Volkswagen suspendió la producción en las plantas de Kaluga y Nizni Nóvgorod y también detuvo las exportaciones a Rusia.
- El fabricante de camiones Daimler Truck Holding AG suspendió las actividades comerciales en Rusia y revisó los lazos con Kamaz.
- El fabricante de motocicletas Harley-Davidson suspendió todos los negocios en Rusia.
- El fabricante de motocicletas Yamaha Motor Company suspendió las exportaciones de motocicletas a Rusia.
- Grupo Stellantis suspendió la exportación de autos a Rusia.
- Grupo Toyota suspendió la producción en septiembre de 2022.

### Textil y retail
- Nike detuvo todas las ventas en línea en Rusia, afirmando que no podía garantizar la entrega de productos.
- Adidas suspendió su asociación con la Unión Rusa de Fútbol.
- Los minoristas de ropa H&M y Burberry detuvieron todas las ventas en Rusia.
- Mango anunció el cierre de sus tiendas en Rusia y Bielorrusia.
- Las plataformas de comercio electrónico de lujo en línea YOOX Net-a-Porter Group y Farfetch suspendieron la entrega en el país.
- Los minoristas de moda de lujo LVMH, Chanel y Hermès anunciaron el 4 de marzo el cierre de todas sus tiendas en Rusia el 4 de marzo. LVMH tiene 124 tiendas en Rusia, mientras que Chanel y Hermès tienen 17 y 3 tiendas respectivamente.
- Los minoristas británicos de moda en línea ASOS y Boohoo.com suspendieron las ventas en Rusia.
- El minorista británico de ropa Marks & Spencer detuvo los envíos a sus tiendas de franquicia rusas y está donando £ 500 000 ($ 666,000, € 605 000) a ACNUR. Su sitio web ruso se comercializa normalmente https://marksandspencer.ru/
- El minorista de moda español Inditex, propietario de Zara, cerró temporalmente sus 502 tiendas y su canal en línea en Rusia, donde emplea a más de 9000 trabajadores. La compañía comunicó que los empleados afectados se acogerán a un «plan especial de apoyo». El mercado ruso reporta el 8,5 % del EBIT global del grupo, el segundo mayor tras España.[44]
- TJX vende su participación del 25 % en el minorista de ropa ruso Familia.
- Puma suspende la operación de todas sus tiendas en Rusia.
- X-Bionic ha utilizado a Putin para promocionar sus productos en Instagram con fotografías de él usando su ropa deportiva.
- Prada y Levi Strauss & Co. suspendió las operaciones minoristas en Rusia.

### Otros
- La tienda en línea checa Kytary.cz de instrumentos musicales suspendió todos los contactos comerciales con proveedores rusos.
- IKEA anunció el cierre de sus locales en Rusia y Bielorrusia, afectando a más de 15.000 empleados.

### Servicios
- Los bufetes de abogados internacionales White & Case, Baker McKenzie, Morgan, Lewis & Bockius revisaron y terminaron las operaciones y clientes relacionados con Rusia.
- Los bufetes de abogados con sede en Estados Unidos Sidley Austin y Venable LLP terminaron los registros para gestionar en Washington para instituciones financieras sancionadas.
- La empresa de consultoría KPMG puso fin a algunas relaciones con clientes rusos.
- La consultora tecnológica Accenture suspendió todo su negocio ruso afectando a unos 2.300 empleados rusos.
- Grant Thornton International anunció que su firma rusa abandona la red, señalando que había trabajado para Gazprom y el Banco Central de Rusia.

## Envíos y transporte
- UPS y FedEx anunciaron que suspenderían los envíos a Rusia y Ucrania.[45]
- Maersk, MSC, CMA CGM, Hapag-Lloyd y Ocean Network Express detuvieron todo el envío de contenedores a Rusia, excepto los productos alimenticios básicos, los medicamentos y la ayuda humanitaria. Estas son cinco de las seis compañías navieras de contenedores más grandes del mundo. El sexto transportista más grande es la compañía china COSCO, que continúa enviando a Rusia.

### Aviación
- Airbus suspendió el apoyo a las aerolíneas rusas el 2 de marzo y suspendió los servicios prestados por el Centro de Ingeniería de Airbus en Rusia.
- Boeing anunció que había suspendido «operaciones importantes» en Rusia, incluido el apoyo a las aerolíneas rusas.
- Delta Air Lines suspendió su asociación de código compartido con la compañía rusa Aeroflot el 25 de febrero.
- El fabricante de aviones Embraer anunció la interrupción del suministro de piezas y aviones a Rusia.

### Navieras
- MSC Cruceros, Royal Caribbean, Norwegian Cruise Line, Carnival Corporation, Viking Cruises, Scenic, Saga Cruises, Atlas Voyages, Regent Seven Seas y TUI Cruises cancelaron cruceros o sustituyeron algunas escalas en Rusia.[46][47]

## Turismo
- AirBaltic suspende y abandona el mercado ruso.
- Airbnb suspende todas las operaciones en Rusia y Bielorrusia.
- Booking suspende todas las operaciones en Rusia y los servicios de viaje en Bielorrusia.
- El servicio de reservas de aerolíneas Sabre Corporation rescindió su acuerdo de reserva con Aeroflot.

## Energía
Las siguientes compañías decidieron cancelar operaciones y ventas a Rusia:
- Exxonmobil
- Shell
- BP
- TotalEnergies.